# 善隣教
善隣教(ぜんりんきょう)は、福岡県筑紫野市に本部を置く新宗教である。教祖は力久辰斎(りきひさたっさい)、現教主は辰斎の孫である力久道臣(りきひさみちおみ)。信徒数は約20万人。

## 沿革
教祖の力久辰斎は1907年10月28日、力久辰三郎の次男として生まれる。父親の辰三郎は佐賀県で魚商をしていたが、持病の治癒を祈って修行をするうちに霊能力者としての声望を集め、1902年には神道実行教力久教会を設立している。1926年に辰三郎は亡くなり、息子の辰斎は神戸で働いていたが退職して、20歳で力久教会の跡を継いだ。父にならい、修行を始め、朝鮮半島や九州各地での20年に渡る修行をし、1947年5月20日に佐賀県多久市にて瑞鳳園精神修養道場を開設する。1948年8月には教団名を天地公道善隣会に改称し、1952年11月に宗教法人となる。1960年5月、福岡県筑紫野市に本部を設立し教団名も善隣会と改めた。1977年9月29日に教祖の辰斎は死去、長男の隆積が2代目教主となる。1992年に現在の教団名である善隣教へと改称された。2010年5月に隆積の長男の道臣が3代目教主となり、隆積は聖主となる。
- 1902年 - 力久辰斎教祖の父道祖、神道実行教力久教会設立。
- 1906年 - 力久辰斎教祖誕生。
- 1926年 - 父道祖逝去。２０年の御行を神に誓い、力久教会継承。
- 1943年 - 力久隆積二代教主（現聖主）誕生。
- 1947年 - 佐賀県多久市莇原に瑞鳳園精神修養道場を建立し、 天地公道善隣会を立教。
- 1960年 - 福岡県筑紫野市原田に善隣会本部を建立し、本部を移転。
- 1965年 - 力久隆積二代教主（現聖主）聖務就任。
- 1970年 - 力久道臣継主（現教主）誕生。
- 1977年 - 力久辰斎教祖御帰幽。御神化され御神尊様と尊称。力久隆積二代教主（現聖主）は「教主」を奉戴。
- 1982年 - 御霊殿、新本部道場を建立。（善隣の園開顕大祭）
- 1992年 - 善隣教顕現大祭。
- 1997年 - 立教５０年記念大祭。
- 2007年 - 誕百年　御神尊感謝大祭。
- 2010年 - 力久隆積教主は「聖主」、力久道臣継主は「教主」を奉戴。

## 教理・教義
「心は運命の製造者にして生活は運命の製造所なり」を根本原理とする。心と生活を改善し己の業の深さを反省し、明るく柔らかくやさしく生きる実践修行により自らの運命を拓き、真実幸福の人生観を確立することが目的である。
また、善隣教には次の5つの信条がある。
1. 合掌の誠は人生の大切なり
2. 信仰の誠は人生を肥やし生命を養う
3. 幸福を願うより信仰生活こそ大切なり
4. 愛の生活は信仰の要諦なり
5. やりますは神人融合への道

最後の「やります」は善隣教の教えを実行することであり、これによって運命が開かれるとしている。これは信者の誓いの言葉にもなっており、教主が姿を見せたときには信者達は「やります、やります、やります」と大声で三度唱和する。
特色としては「即決」というものがあり、教主の身体に触れること(「おすがり」と呼ばれている)により、一瞬にして難病や障害が癒されるとされている。また、2代目教主隆積は「ともすがり」を創案し、教主でなくとも「一心妙合ともすがり修法」を修得した人救世人(じんくせいじん)であれば教主に代わっておすがりができるようになった。

## その他
- 善隣教は新日本宗教団体連合会(新宗連)に加盟しており、2016年現在、聖主の力久隆積は顧問、教主の道臣は理事である。
- 1995年に改正された宗教法人法で義務づけられた役員名簿や財産目録の書類提出の提出を拒否し、行政罰を科された。教団は「信教の自由と政教分離の原則を守るため」に拒否したと主張している。

## 本部所在地
- 〒818-0024 福岡県筑紫野市原田427